# نفیسه مخلصی
نفیسه مخلصی ورزشکار ایرانی است که در رشته تکواندو فعالیت دارد. او در مسابقات تکواندو قهرمانی آسیا ۲۰۱۲ در دسته مثبت ۷۳ کیلوگرم مدال برنز را کسب کرد.